# Living with the Past
Living with the Past es el quinto álbum en vivo de la banda de rock progresivo Jethro Tull publicado en 2002 y editado también en DVD que recoge una actuación de la banda en el Hammersmith Apollo de Londres en noviembre de 2001.

## Lista de temas
| #   | Título                                 | Autor                            | Interpretaciones | Tiempo |
| --- | -------------------------------------- | -------------------------------- | ---------------- | ------ |
| 1.  | "Intro"                                | (Ian Anderson)                   |                  | 0:22   |
| 2.  | "My Sunday Feeling"                    | (Ian Anderson)                   |                  | 4:00   |
| 3.  | "Roots to Branches"                    | (Ian Anderson)                   |                  | 5:34   |
| 4.  | "Jack-In-The-Green"                    | (Ian Anderson)                   |                  | 2:40   |
| 5.  | "The Habanero Reel"                    | (Ian Anderson)                   |                  | 4:03   |
| 6.  | "Sweet Dream"                          | (Ian Anderson)                   |                  | 4:54   |
| 7.  | "In the Grip of Stronger Stuff"        | (Ian Anderson)                   |                  | 2:57   |
| 8.  | "Aqualung"                             | (Ian Anderson / Jennie Anderson) |                  | 8:20   |
| 9.  | "Locomotive Breath"                    | (Ian Anderson)                   |                  | 5:26   |
| 10. | "Living in the Past"                   | (Ian Anderson)                   |                  | 3:27   |
| 11. | "Protect and Survive"                  | (Ian Anderson)                   |                  | 1:01   |
| 12. | "Nothing Is Easy"                      | (Ian Anderson)                   |                  | 5:16   |
| 13. | "Wond'ring Aloud"                      | (Ian Anderson)                   |                  | 1:54   |
| 14. | "Life Is a Long Song"                  | (Ian Anderson)                   |                  | 3:32   |
| 15. | "Christmas Song"                       | (Ian Anderson)                   |                  | 3:05   |
| 16. | "Cheap Day Return"                     | (Ian Anderson)                   |                  | 1:12   |
| 17. | "Mother Goose"                         | (Ian Anderson)                   |                  | 1:57   |
| 18. | "Dot Com"                              | (Ian Anderson)                   |                  | 4:28   |
| 19. | "Fat Man"                              | (Ian Anderson)                   |                  | 5:06   |
| 20. | "Some Day the Sun Won't Shine for You" | (Ian Anderson)                   |                  | 4:13   |
| 21. | "Cheerio"                              | (Ian Anderson)                   |                  | 1:36   |